# Землянский (Тамбовская область)
Землянский — посёлок в Инжавинском районе Тамбовской области России. 
Административный центр Землянского сельсовета.

## География
Расположен в 18 км к северу от райцентра, посёлка городского типа (рабочего посёлка) Инжавино, и в 70 км по прямой к юго-востоку от центра города Тамбова.
Находится на автомобильной и железной дорогах Инжавино — Краснослободский.

## Население
| 2002 | 2010 |
| ---- | ---- |
| 830  | ↘708 |

Согласно результатам переписи 2002 года, в национальной структуре населения русские составляли 93 % от жителей.

## Достопримечательности
В марте 2023 г. на территории посёлка был открыт первый памятник участникам вторжения на Украину. Памятник установили около одной из поселковых школ.